# 孙固
孙固（1016年—1090年），字和父，郑州管城县（今河南郑州市）人，中国北宋大臣，宋哲宗时门下侍郎。
孙固幼年有志，九岁读《论语》，吾能行此。举进士，调任磁州司户参军，转任霍县令。入朝为秘书丞，为审刑详议官。受到宰相韩琦器重，让他担任编修中书诸房文字。宋英宗治平年间，赵顼为颍王，侍赵顼于藩邸，以其为侍讲。赵顼为皇太子，孙固又为侍读。赵顼即位为宋神宗，孙固历任工部郎中、天章阁侍制、知通进银台司。神宗经略西夏，孙固反对西夏用兵的政策，于是出知澶州。后来入知审刑院，再领银台、封驳兼侍读，判少府监。之前对神宗言王安石不可为相，王安石变法，孙固与他议事多不合，极言青苗法于民不便。加龙图阁直学士、知真定府。熙宁末年，孙固以枢密直学士知开封府。元丰初年，官至同知枢密院事。对越南用兵，建顺州，孙固请弃地，内徙二万户。宋神宗想要讨伐西夏，派宦官李宪为帅，他上书反对。孙固以太中大夫、枢密副使，进为知院事。因病去职，为观文殿大学士、知河阳。宋哲宗即位，以正议大夫知河南府，转任知郑州。元祐二年（1087年），召为侍读，提举中太一宫。元祐三年（1088年），拜门下侍郎，再知枢密院事，官至右光禄大夫。元祐五年（1090年），孙固去世，赠开府仪同三司，谥号温靖。元符二年（1099年），因为元祐党籍夺官。宋徽宗政和年间，出党人籍，归还所夺。

## 延伸阅读
[在维基数据编辑]
 《宋史·卷341》，出自脱脱《宋史》